# KHNL
KHNL（仮想チャンネル13・UHFデジタルチャンネル35）は、アメリカ合衆国ハワイ州ホノルルに認可され、ハワイ諸島にサービスを提供しているNBC系列のテレビ局。グレイ・テレビジョンが所有し、CBS系列のKGMB（チャンネル5、ホノルルにもライセンス供与）及びカイルア・コナの認可を受けたテレムンド系列のKFVE（チャンネル6）との「事実上の」3社による市場独占の一部である。ホノルルのダウンタウンにあるワイアカミロロードのスタジオを共有し、KHNLの送信所はアクープにある。

## サテライト局
ハワイの他の主要テレビ局と同様に、KHNLはハワイ諸島全体でサテライト局を運営し、大都市ホノルルの外で放送局の番組を再放送している。
| 放送局  | ライセンス対象地域 | チャンネル （RF / VC） | 初放送日      | コールサインの意味                      | ERP  | 標高             | 施設ID | 送信機の座標                                                              | 送信機の場所               | パブリックライセンス情報          |
| ------- | ------------------ | ---------------------- | ------------- | --------------------------------------- | ---- | ---------------- | ------ | ------------------------------------------------------------------------- | -------------------------- | --------------------------------- |
| KSIX-TV | ヒロ               | 22（UHF） 13           | 1983年8月22日 | チャンネル・シックス（Channel SIX）     | 8kW  | −170 m (−558 ft) | 34846  | 北緯19度43分40秒 西経155度4分1秒 / 北緯19.72778度 西経155.06694度         | ヒロハワイアンホテルの屋上 | Profile Template:FCC-LMS-Facility |
| KOGG    | ワイルク           | 16（UHF） 13           | 1989年8月22日 | OGGはカフルイ空港のIATA空港コードの意味 | 50kW | 818 m (2,684 ft) | 34859  | 北緯20度39分25.5秒 西経156度21分35.8秒 / 北緯20.657083度 西経156.359944度 | ハレアカラ山山頂           | Profile Template:FCC-LMS-Facility |

KHNLは、リフエの中継局Template:FCC-LMS-Facilityでも再放送されている。

## 歴史

### 最初のチャンネル13（KHVH-TV、1957年〜1959年）
1957年5月5日、カイザー・ブロードキャスティング（以下、カイザー）は、ハワイで最初の独立放送局 (北アメリカ)にコールサインKHVH（AM姉妹局と当時のハワイアン・ビレッジ・ホテルへの頭文字と一致する）で開局し、チャンネル13のVHF位置を取得した。KHVHは、カラーテレビをハワイに持ち込んだ最初の放送局であり、当時は映画放送局として請求されていた（最初のオンエア番組は19:00の『東京上空三十秒』で、その後、映画の完成時に承認された）、メトロ・ゴールドウィン・メイヤー（MGM）とワーナー・ブラザースの大規模な映画ライブラリ、ワーナーのアニメーションライブラリのアニメ、連載、短編映画、ブリタニカ百科事典が制作した教育映画が自慢である。これが番組編成スケジュールの大部分を占め、映画の長さに応じて、毎日14:00から23:00まで3本または4本の映画が放映された。
しかし、放送中の短い時間は成功せず、ハワイで放送できる番組編成資料の不足と財政難に悩まされていた。その結果、カイザーは1958年にKULA-TVと事業を統合し、1959年に放送を承認した（KULAは、放送を離れた後、1973年まで使用して、最終的にKHVHの通話を受け付けた）。KULAとの合併により、KHVHの歴史は、カイザーによる局の買収を通じてKITVと結びついており、現在のチャンネル13とは無関係である。

### 独立局（KTRG・KIKU）
チャンネルが3年間空いた後、ワトゥムル・ブロードキャスティング・カンパニー（Watumull Broadcasting Company）は連邦通信委員会（FCC）からライセンスを授与され、1962年7月4日にKTRGとして開局し、ワイキキのハワイアン・ビレッジ・ホテルの屋上にある送信所からの信号を放送した。KTRGは、2回目の巡回で独立局として運営され、毎日17:00から翌0:30まで英語の番組を放送した。KTRGがデビューするように予定された日、技術的な不具合により（送信所サイトでの修正のための土壇場での修理による）、局の17:00のデビューが遅れた。つまり、視聴者はその夜の22:10まで局の開局を確認できなかった。番組編成の最初の丸一日は、翌日の7月5日に始まった。アメリカの他の独立局と同様に、KTRGは、オフネットワークおよび初回放送のシンジケート番組（『名犬ラッシー』、『The Texan (テレビシリーズ)』、『リバーボート (テレビシリーズ)』、『ビーバーちゃん』、『スーパーカー』など）の再放送を放送した他、『ザ・グリップ・ボックス』（トーク番組）、『ウォーリー&ハーベイ』（『私たちのギャング』の短編映画をフィーチャー）、『ロンパー・ルーム』のローカルバージョンなどの地元の番組を制作した。後者は後に1966年にKHON-TVに移動した。また、毎晩23:30から翌5:30まで映画を放映し、毎時ニュースを更新した。
1963年までに、KTRGは日本語の番組の追加を開始した。同局は1966年1月15日に新しい所有権の下に置かれた。1967年、KTRGはコールサインをKIKUに変更し、プウハレロードの新しいスタジオ施設から放送を開始した。この時点で、同局は13:00から17:00と22:00から23:00まで英語の番組を提供し始め、17:00から22:00まで日本語の番組を提供し始めた。1972年までに、KIKUは放送日のほぼ全日にわたって日本の番組を放送した。そのスケジュールには、子供向けの特撮シリーズがいくつか含まれていた（仮面ライダーV3、愛の戦士レインボーマン、バトルフィーバーJなど）。
サンディエゴのクッシュマン家がテレビ朝日と10人の地元投資家と提携して所有するミッドパシフィック・テレビジョン・アソシエイツは、1979年4月9日に放送局を購入した。1980年以降、英語の番組（『アワー・マガジン』やジョン・デイビッドソン (芸能人)の『ジョン・デビッドソン・ショー』など）を、7:00から19:00までアニメや古い映画と共に上映した。その後、19:00から22:00まで日本語の番組が続き、22:00から放送終了まで英語の番組が続いだ。1981年に、同局はアニメ、シチュエーション・コメディ（シットコム）、西部劇、映画、そしてしばらくの間、地元のニュース番組を組み合わせて運営するフルタイムの英語の総合娯楽局に戻った。また、KITV（チャンネル4）によって横取りされたABCの昼間の番組も取り上げた。日本の番組は、市場のさまざまなUHF局に移動した。1984年に、同局のコールサインは現在のKHNLに変更され（KIKUコールサインは現在、ホノルルのUHFチャンネル20の無関係な局にある）、「News Alternative」および「Free Movie Channel」としてブランド化された。同局はまた、ハワイ大学マノア校のスポーツイベントを放送する権利を取得した。

### FOX系列
1986年に、同局はシアトルのキング・ブロードキャスティング・カンパニーによって買収された。同年10月9日、KHNLはフォックス放送（FOX）のチャーター系列局になり、当時は深夜のトーク番組『ザ・レイト・ショー (1986年のトーク番組)・スターリング・ジョーン・リバーズ』のみを放送していた。 プライムタイムの番組編成は1987年4月に『トレイシー・ウルマン・ショー』や『Married with Children』などのシリーズで続いた。また1986年に、同局は所有者のスカラ・ブロードキャスティングとのリース契約に基づいて、マウイ島K21AGに中継局を追加した。最終的に1990年7月にルシー・ブロードキャスティングに売却された。1987年6月、カウアイ島のK65BVは、チャンネル13クラブの所有権を通じてKHNL中継局になった。1989年5月、ヒロのKHBC-TVはKHNLのフルタイムサテライトになった。1990年8月、KOGGはマウイ島でサテライト放送を開始した。
キング・ブロードキャスティングがプロビデンス・ジャーナル・カンパニーに買収されてから、KHNLが「Fox 13」ブランドを採用したのは1993年9月のことだった。同年5月5日、同局はKFVE（当時はチャンネル5）とローカルマーケティング契約（LMA）を締結し、KHNLの施設に事業を統合した。1994年1月、ハワイ大学の全てのスポーツテレビ放送はKFVEに移された。1994年8月、バーナム・ブロードキャスティングが所有するKHON-TV（チャンネル2）は、サボイ・ピクチャーズ（以下、サボイ）とFOX（サボイの議決権株式を所有するネットワーク）の合弁会社であるSFブロードキャスティングに4局のグループ契約で売却された。売却の結果、KHON-TVは、NBCとの提携を解除し、ネットワークとのグループ全体の提携契約を通じて、市場の新しいFOX系列会社になることを発表した。当初、NBCはABC系列のKITVとの提携を検討していた。しかし、1995年にアーガイルが同局を買収した後、KITVは代わりにABCとの提携契約を更新した。NBCは後にKHNLとの提携契約を結んだ。

### NBC系列
KHNLは、NBCと正式に提携する直前に、世界初の完全デジタルニュースルームの建設を開始した。また、光ファイバー技術を利用して近隣の島々からのライブフィードを放送する最初の企業にもなった。元KITVアンカーのダン・クックとスポーツアンカーのロバート・ケカウラ（後にKITVに戻った）は、その間にKHNLのニュース部門に加わった。1996年1月1日、KHNLは正式に市場のNBC系列局になり、「NBC Hawaii News 8」としてブランド化された（KHNLは、1995年4月のニュース部門立ち上げ時にニュースブランドでケーブルチャンネルを使用していたが、殆どのハワイのケーブルプロバイダーでの放送局のチャンネル位置を表している）。FOXの所属はKHONに移動した。同年、KHNLは最高のローカルニュース放送で最初の地域エミー賞を受賞した。1997年2月28日にプロビデンス・ジャーナル・カンパニーがベロ・コーポレーション（以下、ベロ）と合併した際、同局はホノルル・スター・ブレティン新聞と世論調査サービスを共有する契約を結んだ。
1999年10月29日、ベロはニューメキシコ州アルバカーキのKASA-TV（現在はラマー・コミュニケーションズが所有するテレムンド系列局）と共に、KHNLとKFVEを使用したLMAをレイコム・メディア（以下、レイコム）に売却した。レイコムは、KHNLの買収を完了してから2ヶ月後に、KFVEを完全に買収し、国内で最初の公式の商業ライセンス複占の1つを形成した。2002年5月11日、KHBCはUHFチャンネル22でデジタル信号を開始した。2003年、KHNLは、Triumph the Insult Comic Dogが同局を訪れ、ニュース番組の1つに出演した後、全国的な露出を受けた。抜粋は、『レイト・ナイト・ウィズ・コナン・オブライエン』で放映されたコメディビットで見られた。Triumphは、ハワイでの『アメリカン・アイドル』のオーディションツアーストップ中に同番組のオーディションを受けている人々と話をした後、実際に同局に招待された。2008年11月、KHNLは、サンドアイランドアクセスロード（ハワイ・ルート64・ルート640）の元のスタジオからワイアカミロロードのKHNL・KFVE施設に移転した。

### KGMBを使用したSSA
2009年8月18日、KHNLとMCGキャピタル・コーポレーション（CBS系列のKGMBの所有者・以下、MCGキャピタル）は、ニュース部門を含むKGMBの事業をKHNL及びKFVEと統合する共有サービス契約（SSA）を締結した。この合意により、KGMBはホノルルのダウンタウンにあるカピオラニブールバードのスタジオからワイアカミロロードのKHNL・KFVE施設に移転することになる。また、KGMBはレイコムの所有権になり、チャンネル9からチャンネル5に移動するが、KFVEはチャンネル5から9に移動し、MCGキャピタルの所有権になる。レイコム社長のポール・マクティアは、「この市場は、コストが重複している、伝統的に分離された5つのテレビ局をサポートできないという経済的現実」を引用し、「ハワイで1つ、場合によっては2つの局が失われる」リスクに直面し、SSAは「ハワイの視聴者に重要で価値のあるローカル、国内、国際的な番組を提供する3つの放送局を維持する」と述べた。
しかし、この計画は、1つの企業が単一の市場で4つの最高評価の放送局のうち2つを所有することを妨げるFCC複占規則を回避する方法として計画を検討したメディア・カウンシル・ハワイ（Media Council Hawaii）などの組織からの批判に直面した（FCCは施設IDの所有権のみを認識し、局のコールサインや知的財産は認識しないため、KHNLとKGMBの両方のレイコムの所有権は、チャンネル5に移動すると、KFVEとしてチャンネル5の全体的な視聴者として許可される。施設IDも取引された場合、KHNLとKGMBの間の複占を禁止する基準から外れた）。SSAは2009年10月26日に発効し、その時点でKHNLはコールサインによる単純なブランディングを優先して「NBC 8」ブランディングを廃止した（同日にダイヤル位置を交換したKGMBとKFVEも同様のブランディングアプローチを採用した）。協定の一環として、3つの放送局間の合計198から推定68のポジションが削除される。
2011年3月2日、KHNLの高解像度フィードがDirecTVによってチャンネル13で配信され始めた。これにより、KFVEは、衛星プロバイダーによってHDフィードが提供されなかった市場で唯一の放送局として残り、DirecTVによって4:3標準解像度とワイドスクリーンSDでのみ伝送された（KFVEのHDフィードは後で2012年2月29日に追加された）。

### ニールセン視聴率からの削除
2016年以降、KGMB、KHNL及びKFVEのハワイ・ニュース・ナウ（HNN）グループは、ニールセン視聴率との関係を断ち切った。同年11月25日の一掃の後、レイコムは他の調査を使用してKHNLとKGMBのオーディエンスを追跡することを選択した。HITVが所有するKFVEも影響を受ける。ハワイでは、ニールセンはオーディエンスを追跡するために電子的手段を使用していない。最近、月刊日記として知られる印刷されたニールセンの小冊子のうち、11400冊のうち914冊だけが完成した。KITVとKHON-TVは引き続きニールセン視聴率を使用している。

### グレイ・テレビジョンへの売却
2018年6月25日、アトランタを拠点とするグレイ・テレビジョン（以下、グレイ）は、レイコムとそれぞれの放送資産（レイコムの63の既存の所有及び運営されているテレビ局（KGMBおよびKHNLを含む）、及びグレイの93のテレビ局で構成）を前者の傘下に統合することで合意に達したと発表した。36億ドル相当の現金と株式の合併取引では、グレイの株主は現在レイコムが保有している優先株式を取得する。レイコムはホノルル市場で3つの放送局を運営しているため、FCCの所有権規則に準拠するために、同社はKHNL、KGMB、またはKFVEのいずれかを別の局所有者に売却する必要があった。
2018年11月1日、2017年1月からFOX系列のKHON-TVを所有しているネクスター・メディア・グループ（以下、ネクスター）は、アメリカン・スピリット・メディア（American Spirit Media）からKFVEと衛星KGMD-TV及びKGMVのライセンスを650万ドルで取得すると発表した。ネクスターは、取引書類がFCCに提出された日に発効した時間仲介契約を通じて、局の運営を同時に引き受けた。この契約に基づいて、レイコムは移行ベースでKFVEを含む特定の管理サービス（レイコムがTBAの下で管理業務を保持する特定の他のサービスを数えない）への権利を転送した。2019年第1四半期に規制当局の承認を受ける予定のこの契約に基づき、ネクスターはKFVEの事業をピイコイストリートとワイマヌストリートのハワイキタワーにあるKHONのスタジオ施設に統合する予定である。ただし、レイコムはKFVE知的ユニット（コールサイン、シンジケートおよびローカル番組編成）の権利を保持し、KFVE-DT2のバウンスTV （Bounce TV）加入（KGMB-DT4に移動）と同様に、KHNLまたはKGMBのいずれかのデジタルサブチャネルに移行する。KFVEの呼び出しは、ブランドの継続性のためにレイコムによっても保持される。そのため、ネクスターは、チャンネル9ライセンスに新しいコールサインを割り当て、レイコムの買収後に維持されているものを置き換える番組編成を取得する可能性がある（KHONのCW系列のDT2フィードのプログラミングをKFVEライセンスに移行すること、またはレイコムがKFVE知的財産取引に含めなかったマイネットワークTV提携の保持が含まれる場合がある）。
ネクスターへのKFVEの売却は、同年12月17日にFCCによって承認された。グレイとレイコムの合併は3日後に承認された。売却は2019年1月2日に完了した。

## デジタルテレビ

### デジタルチャンネル
デジタル信号は多重化されている。

#### KHNLデジタルチャンネル
| チャンネル | 解像度 | アスペクト比 | PSIPショートネーム | 番組編成                          |
| ---------- | ------ | ------------ | ------------------ | --------------------------------- |
| 13.1       | 1080i  | 16:9         | KHNL-DT            | メインKHNL番組・NBC               |
| 13.2       | 720p   | 16:9         | K5                 | 「K5」（独立放送局 (北アメリカ)） |
| 13.3       | 480i   | 4:3          | Ant TV             | アンテナTV                        |
| 13.4       | 480i   | 16:9         | Grit               | グリット (テレビネットワーク)     |
| 13.6       | 480i   | 16:9         | Telemun            | KFVE/テレムンドのサイマル放送     |

#### KSIX-TV・KOGGデジタルチャンネル
| チャンネル | 解像度 | アスペクト比 | PSIPショートネーム | 番組編成                                                |
| ---------- | ------ | ------------ | ------------------ | ------------------------------------------------------- |
| 13.1       | 720p   | 16:9         | KHNL-HD            | KHNL・NBCのサイマル放送                                 |
| 13.2       | 480i   | 4:3          | K5                 | KHNL-DT2・"K5"のサイマル放送（独立放送局 (北アメリカ)） |
| 13.3       | 720p   | 16:9         | KGMB               | KGMB・CBSのサイマル放送                                 |

KHNLは、2008年12月31日にネットワークがシャットダウンするまで、以前は2番目のデジタルサブチャンネルでNBCウェザー・プラスを使用していた。その後、サブチャンネルが最終的に完全に削除される前に、姉妹局KGMBの720pサイマル放送に置き換えられた（ただし、KHNLのヒロサテライト局KHBC-TVは、KGMBのヒロ中継局であるK45CT-Dが島全体に到達しない非常に弱い信号を維持しているため、DT3サブチャンネルでKGMB番組を引き続き放送する）。2012年5月27日、KHNLはDT2サブチャンネルをアンテナTVの系列局として再開した（市場の系列局としてKUPU（チャンネル15）を置き換えた）。

### アナログ-デジタル変換
KHNLは、ハワイのフルパワーテレビ局がアナログ放送からデジタル放送に移行した2009年1月15日に、VHFチャンネル13を介したアナログ信号の通常の番組編成を終了した（アメリカ本土の放送の6月12日の移行日より6ヶ月前）。デジタル信号は、プログラム及びシステム情報プロトコル（PSIP）を使用して局の仮想チャンネルを以前のVHFアナログチャンネル13として表示し、遷移前のUHFチャンネル35に残った。
同時に、KHBC-TVのデジタル信号は遷移前のUHFチャンネル22に残り（以前のアナログチャンネル2を仮想チャネルとして使用）、KOGGのデジタル信号は遷移後のデジタル操作のために遷移前のUHFチャンネル16に残った（以前のアナログチャンネル15を仮想チャンネルとして使用）。

## 番組編成
KHNLのシンジケート番組には、『モダン・ファミリー』、『ライト・ディス・ミニット』、『ザ・ドクターズ (トーク番組)』が含まれる。「K5」のシンジケート番組には、『TMZ on TV』（ライブ版を含む）、『ウェンディ・ウィリアムズ・ショー』、『それいけ! ゴールドバーグ家』、『となりのサインフェルド』、『ブラッキッシュ』が含まれる。

## ニュース
KHNLは現在、毎週19時間30分の地元で制作されたニュース番組を放送している（平日は3時間30分、土・日曜日はそれぞれ1時間）。
KTRGとして、同局は、カラカウアアベニューのロイヤルブロックにあるかつてのスタジオから放送された『ナイトリーニュース（Nightly News）』と呼ばれるスタートアップの平日22:00のニュース番組を放送した。同番組は後にウェイン・コリンズがアンカーを務めた『ザ・ビッグニュース（The Big News）』と改名された。
1995年1月、NBCに加盟する前に、KHNLはハワイの主要なネットワーク系列局の中で最後に独自のニュース部門を設立しました。 キング・ブロードキャスティングは、オールデジタル施設に500万ドルを投資し、1995年4月17日、同局は21:00にゴールデンタイムのニュース放送を開始し、姉妹放送局KFVEで同時放送された。同年、ニュース放送は拡大し、6月19日に22:00のニュース放送が追加され、続いて7月24日に17:00のニュース放送が、11月30日に18:00のニュース放送が開始した。NBCに加盟すると、1996年1月1日の5:00から7:00までの2時間の平日朝のニュース放送を追加した。18:00のニュース放送の音声同時放送が1997年1月6日にKUMU (AM)（1500 AM）で放送され始めた。KFVEでKHNLが制作した21:00のニュース番組は、同年8月3日に削除された。
1997年8月31日、KHNLは「スポーツ・サンデー・ハワイ』と呼ばれるスポーツ雑誌とまとめの番組を開始させた。1999年6月1日、平日6:00の番組がKCCN-AM（1420）で同時放送を開始した。2000年4月5日、市場で唯一のテレビヘリコプター「チョッパー8」がデビューした。2002年4月1日、平日朝の番組は90分間に短縮され、開始時刻は5:30に短縮された。同年10月10日、KKBG（97.9 FM）、KLEO（106.1 FM）、KHLO-AM、KKOA（107.7 FM）とニュースシェア契約が結ばれた。KHNLは、2003年2月3日に、KIKU（チャンネル20）と提携して、放送局の最新ニュースを毎晩放送した。2004年10月18日、KHNLは21:00にKFVE向けに30分のプライムタイムのニュース番組の制作を開始し、7年越しに同局にニュース番組が復活した。2007年1月7日、KFVEの平日18:30のニュース番組の制作を開始した。同年12月3日、KHNLは正午にニュース番組を開始させた。その後、同番組は終了された。2008年12月22日、KHNLは、ハワイで最初に地元のニュース放送を高解像度で放送し始めたテレビ局となった。KFVEのニュース放送はアップグレードに含まれていた。
リソースを共有する3つの放送局の起源は、2009年8月18日、MCGキャピタル・コーポレーション（MCG Capital Corporation）とレイコム・メディア（Raycom Media・以下、レイコム）（KHNLの所有者、当時はKFVE）が、レイコムが3つの放送局の運用をホノルルのワイアカミロロードにあるKHNL・KFVEスタジオに統合する共有サービス契約を発表した（KGMBはカピオラニブールバードのスタジオを空けるとみられる）。ニュース以外の番組は引き続き実施されるが、3つの放送局のニュース運用は1つのエンティティに統合される。KFVEのニュース放送はそのまま残る。
共有サービス契約により、KHNLのオンエアスタッフの4人を除く全てのメンバーと、KHNLの朝の番組の全ての技術者がニュースルームがKGMBと統合され、2局が2009年10月26日にニュース放送の同時放送を開始したときに解雇した。2つの放送局は、平日17:00と22:00のニュース放送を共同で制作および同時放送し始め、KHNLは18:00のニュース放送を17:30に移動した。KGMBとKHNLがニュース番組を同時放送しないのは、平日7:00にKHNLがNBCの『トゥデイ』を放送するとき、17:30にKGMBが『CBSイブニングニュース』を放送するとき、18:00にKHNLが『NBCナイトリーニュース』放送するときだけである。平日朝と週末の番組は2つの放送局で同時放送されるが、ネットワークの義務により、一方の局でプリエンプション（先取り）が適用される。KFVEのローカルニューススケジュールは変更されていない。どちらの局にも平日正午のニュースはない。

### 著名な元オンエアスタッフ
- マリア・キバン（英語版） - 気象キャスター（現：ロサンゼルスのKTTV（英語版））